# Viola Reggio Calabria 1977-1978
Questa voce raccoglie le informazioni riguardanti la Cestistica Piero Viola nelle competizioni ufficiali della stagione 1977-1978.

## Roster
Rosa della Viola Reggio Calabria per la stagione 1977-1978 che ha disputato il campionato di Serie B (terzo livello dei campionati dell'epoca, dopo Serie A1 e A2).
| Nome                   | Nazionalità       |
| ---------------------- | ----------------- |
| Euclide Insogna        | Italia (bandiera) |
| Francesco Piperno      | Italia (bandiera) |
| Luciano Mancin         | Italia (bandiera) |
| Egizio Giuliana        | Italia (bandiera) |
| Luigi Rossi            | Italia (bandiera) |
| Loris Paiusco          | Italia (bandiera) |
| Vincenzo Putortì       | Italia (bandiera) |
| Rosario Volpe          | Italia (bandiera) |
| Umberto Gira           | Italia (bandiera) |
| Salvatore Canale       | Italia (bandiera) |
| Filippo Borzì          | Italia (bandiera) |
| All: Vittorio Tracuzzi | Italia (bandiera) |

## Risultati

### Serie B
La Cestistica Piero Viola verrà inserita nel girone F concludendo la Stagione Regolare al 3ºposto del suo raggruppamento ottenendo 4 vittorie e 6 sconfitte con una differenza canestri di -64 qualificandosi alla Poule Promozione in Serie A2.

### Poule A2
la Viola accede ai gironi per la promozione nella Serie A2 venendo inserita nel girone C concludendo la fase al 6ºposto conservando la categoria per la stagione successiva ottenendo in questa fase 3 vittorie e 11 sconfitte con una differenza punti di -162